# Dicranolepis angolensis
Dicranolepis angolensis är en tibastväxtart som beskrevs av Spencer Le Marchant Moore. Dicranolepis angolensis ingår i släktet Dicranolepis och familjen tibastväxter. Inga underarter finns listade i Catalogue of Life.